# Храм Сергия Радонежского (Старая Вичуга)
Храм во имя преподобного Сергия Радонежского — однопрестольный православный храм построенный в селе Вичуга (ныне пгт Старая Вичуга) в 1828 году в стиле русского классицизма. Отличается монументальными формами архитектуры. В советское время храм не закрывался благодаря чему внутреннее убранство — иконостас и росписи — остались неизменными с XIX века.

## История
Храм построен в 1828 году на месте старой обветшавшей деревянной церкви. Средства на строительство выделил местный фабрикант, купец II гильдии, основавший в Вичуге крупнейшие в Костромской губернии прядильно-ткацкое и красильное производство, церковный староста села Кротов Стефан (Степан) Иванович.
По упоминанию Козловского, Кротов был близко знаком с тогдашним владельцем села С. П. Татищевым
Внутренняя отделка и роспись храма заняли четыре года с момента окончания строительства и только 30 мая 1832 года преосвященнейшим Епископом Костромским и Галичским Павлом храм был освящён.
Церковь и кладбище были обнесены каменной оградой в 200 саженей, по углам которой имелись четыре небольшие башни покрытые железом. С южной стороны были ворота с двумя калитками, покрытые железом и выкрашенные зеленой краской. Возле них располагалась деревянная сторожка, покрытая тесом.
28 марта 1936 года собрание колхоза имени Будённого постановило колокола на церкви Сергия Радонежского «снять и сдать государству для укрепления обороноспособности и развития тяжелой индустрии». Всего на колокольне было семь колоколов: 60, 30, 24, 11, 7, 2 пуда, и самый тяжелый 35 фунтов весом.
21 июня 1936 г. Решением президиума Вичугского райисполкома кладбище закрыли «по мотивам крайнего перенаселения и нарушения санитарного состояния». Ограду райфинотдел продал местной прядильно-ткацкой фабрике им. Красина на кирпич, но с условием, что вместо каменной будет установлена деревянная ограда. Однако дирекция фабрики к маю 1937 года принятые обязательства так и не выполнила.
09 октября 1939 г. президиум Ивановского облисполкома постановил ликвидировать, располагавшуюся в том же селе в полуверсте южнее, Николаевскую церковь и передать здание Вичугскому райисполкому для пользования как кинотеатр. В пользовании религиозной общины оставлена кладбищенская Сергиевская церковь. До ликвидации Николаевской церкви, Сергеевский храм был безприходским и не имел собственного притча. Службы совершали священники Николаевской церкви, там же заимствовалась и вся необходимая для богослужений.церковная утварь.
С 1944 года единственный действующий храм Вичугского района. В годы Великой Отечественной войны церковная община храма получила благодарственную телеграмму от Иосифа Виссарионовича Сталина за сбор средств в фонд Красной Армии и в помощь детям фронтовиков.
Храм действующий. Со временем был восстановлен и корпус колоколов.
В 1998 году в честь 170-летия со дня постройки храма за церковной оградой недалеко от Святых врат была построена небольшая каменная часовня. В часовне по сторонам света расположены четыре иконы.
В 2014—2015 годах проведена реставрация кровли, фасадов и замена окон церкви.
18 июня 2023 года в Управляющий делами Московской Патриархии, Первый викарий Патриарха Московского и всея Руси митрополит Дионисий (Порубай) совершил Великое освящение новоустроенного Престола и Божественную Литургию.
С 1995 года настоятель храма Протоиерей Александр Пастрюлин.

## Описание

### Экстерьер
Основной объём представляет собой четверик, завершенный крупным световым барабаном-ротондой под куполом с луковичной главкой (с перехватом) на профилированной шейке. Прямоугольные рукава креста слегка понижены и перекрыты двускатными кровлями с пологими фронтонами на торцах, при этом алтарь и трапезная длиннее боковых приделов, что выделяет продольную ось храма. Ее усиливает трехъярусная колокольня с нижним четвериком в ширину трапезной, четырехгранным ярусом звона и восьмериком под граненым куполом, увенчанным шпилем. Убранство фасадов весьма строго и просто. Главную роль в нем играют крупные арочные ниши с окнами в два света на торцах боковых рукавов: внизу тройные прямоугольные, разделенные пилястрами, вверху — крупные полуциркульные. Нижний ярус колокольни выделен на стенах трапезной пилястрами с окнами между ними, заключенными на боковых сторонах (окна здесь ложные) в арочные ниши с обрамлением. Такие же пилястры фланкируют проемы верхнего восьмерика колокольни в гранях по сторонам света. Помещение основного четверика со срезанными внутренними углами и трапециевидными парусами при переходе к ротонде перекрыто полусферическим куполом. Оно открыто широкими арками в рукава креста, имеющие коробовые своды. Нижний ярус колокольни разделен на три части, с небольшими помещениями по сторонам среднего прохода в трапезную.
Простота и строгость фасадного оформления компенсированы большими красочными иконами, ярко выделяющимися на фоне белого цвета стен. При входе в храм помещаются: слева — икона святого великомученика Дмитрия Солунского, справа — икона святого преподобного Сергия Радонежского, над входом — икона Богоматери Тихвинская.
|  |  |  |
|  |  |  |
|  |  |  |

### Интерьер
Сохранившаяся масляная живопись начала XX века поновлена с изменением цветовой гаммы во второй половине XX века. Характерная для этого времени роспись, композиции которой являются репликами сцен храма Христа Спасителя в Москве и Владимирского собора в Киеве. Например, на северном столбе подпружной арки имеется копия фрески Святой великомученицы Варвары из Владимирского собора работы М. В. Нестерова. В куполе представлена «Новозаветная Троица», в барабане между окнами — святые, в основании купола — орнаментальный пояс и «Деисус» в медальонах, в парусах — евангелисты. На срезанных гранях пилонов помещены композиции «Успение Богоматери» (северо-западный) и «Преображение» (юго-западный). В люнете над западной стеной изображено «Воскрешение Лазаря», а ниже, на самой стене, — «Собор святых». Иконостас выполнен во второй половине XIX века, иконы — во второй половине XIX — начале XX века. Утрачены многие детали декора. Характерный пример провинциального иконостаса в упрощенных формах классицизма. В его трехчастной композиции выделяется средняя заглубленная часть с царскими вратами, над которыми перекинута арка. Ее внутренняя поверхность разбита на квадраты типа кессонов. Выше расположен карниз на кронштейнах и на нем «Распятие». Врата фланкированы двухколонными портиками, соединенными с боковыми частями; иконы последних размещены на слегка вогнутой поверхности. В завершении композиции — икона с резными уплощенными волютами по сторонам.

### Территория храма

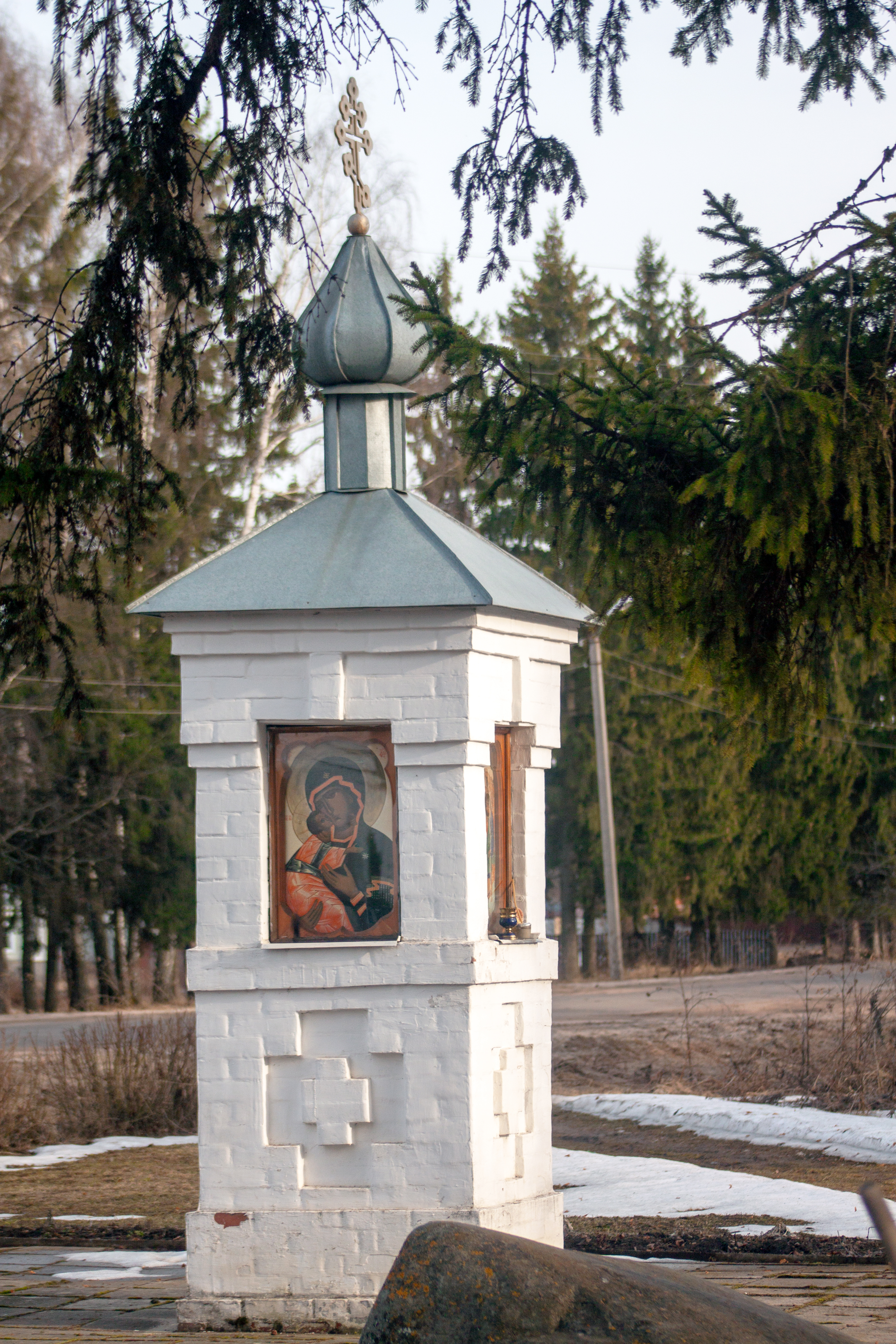
Часовня в честь 170-летия храма

На территории возле храма недалеко от Святых врат имеются церковная сторожка-крестильня и небольшая часовня—столбянка установленная в честь 170-летия храма.
Часовня небольшая, квадратная в плане имеет общую высоту (с крестом) порядка трех-четырех метров. Кирпичные стены сложены способом фигурной кладки так, что в нижней их части мы видим рельефные кресты, а в верхней выполнены небольшие ниши, в которые вставлены застеклённые киоты с иконами. Перекрыта часовня четырехскатной шатровой крышей, на которой расположена увенчанная ажурным крестом граненая главка луковичной формы на небольшой «шее». Часовня ориентирована по сторонам света, на 01.04.2024 года иконы в ней размещены в следующем порядке:
| Северная стена            | Южная сторона      | Восточная стена    | Западная стена         |
| ------------------------- | ------------------ | ------------------ | ---------------------- |
|                           |                    |                    |                        |
| Божья Матерь Владимирская | Николай чудотворец | Сергий Радонежский | Гостеприимство Авраама |

Иконы Николая чудотворца и Святой Троицы (сюжет «Гостеприимство Авраама») в довольно плохом состоянии для современных икон. Иммеются множественные глубокие кракелюры, отслоения и шелушение красочного слоя.

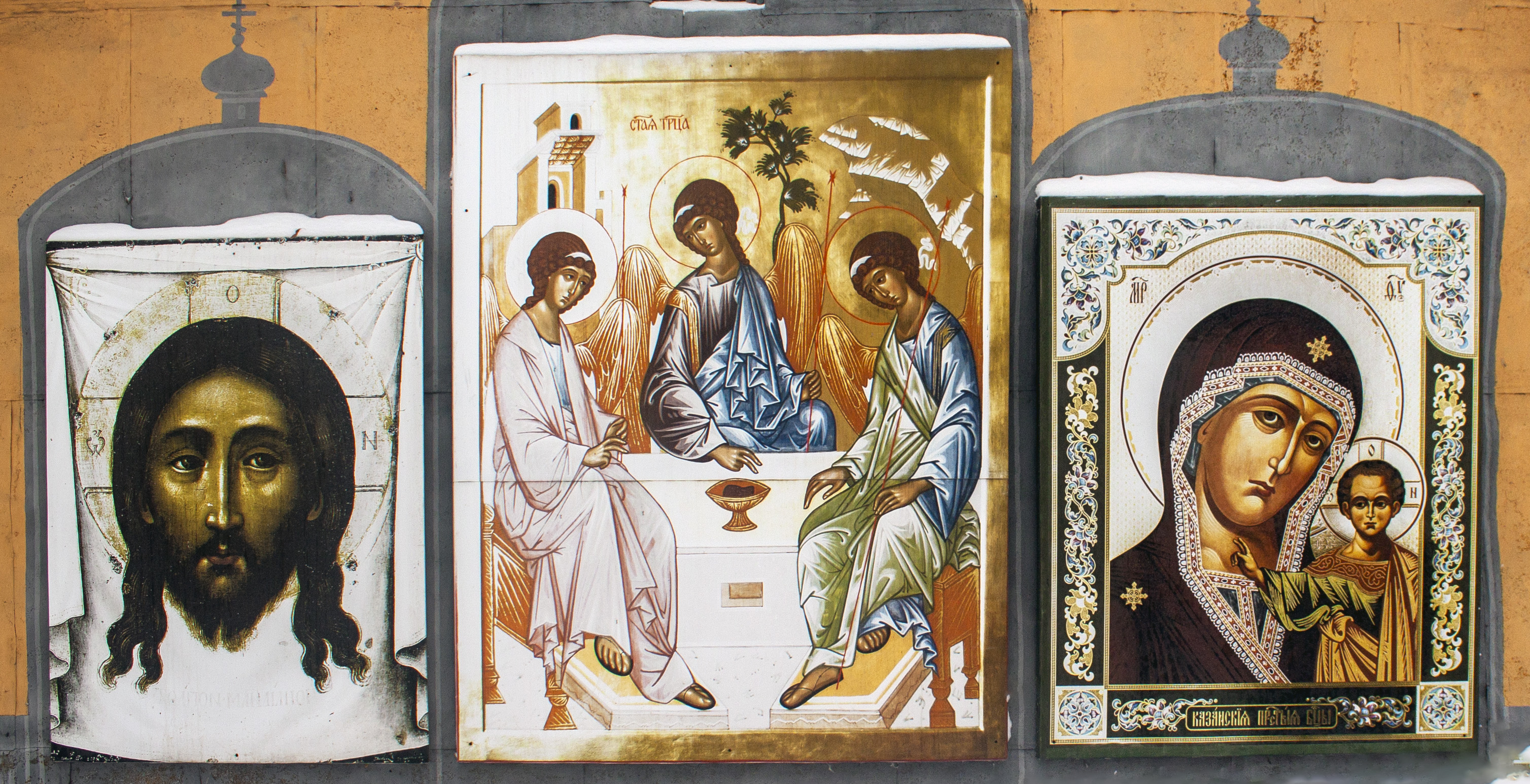
Сторожка-крестильня

Крестильня украшена тремя большими иконами, вместе с настенной росписью образующими классический триптих. Слева икона Иисуса Христа, иконографический тип — Нерукотворный Спас, подтип — Спас на Убрусе или просто Убрус. По центру Ветхозаветная Троица очень распространенного иконографического типа — Гостеприимство Авраама, к которому относится и знаменитая «Троица Андрея Рублева». Справа икона Богородицы иконографический тип — Одигитрия (Путеводительница), подтип — Казанская икона Божьей Матери, очень почитаемый в России образ.